# Bădeni (okręg Jassy)
Bădeni – wieś w Rumunii, w okręgu Jassy, w gminie Scobinți. W 2011 roku liczyła 1246 mieszkańców.